# Alois Senefelder
Johann Alois Senefelder (Praga, 6 de novembro de 1771 – Munique, 26 de fevereiro de 1834) foi um ator e dramaturgo austro-alemão que inventou a técnica de impressão litográfica em 1798.

## Ator, dramaturgo
Nascido Aloys Johann Nepomuk Franz Senefelder em Praga, então capital do Reino da Boêmia, onde seu pai ator estava aparecendo no palco. Ele foi educado em Munique e ganhou uma bolsa para estudar direito em Ingolstadt. A morte de seu pai em 1791 obrigou-o a deixar seus estudos para sustentar sua mãe e oito irmãos, e ele se tornou ator e escreveu uma peça de sucesso Connoisseur of Girls.

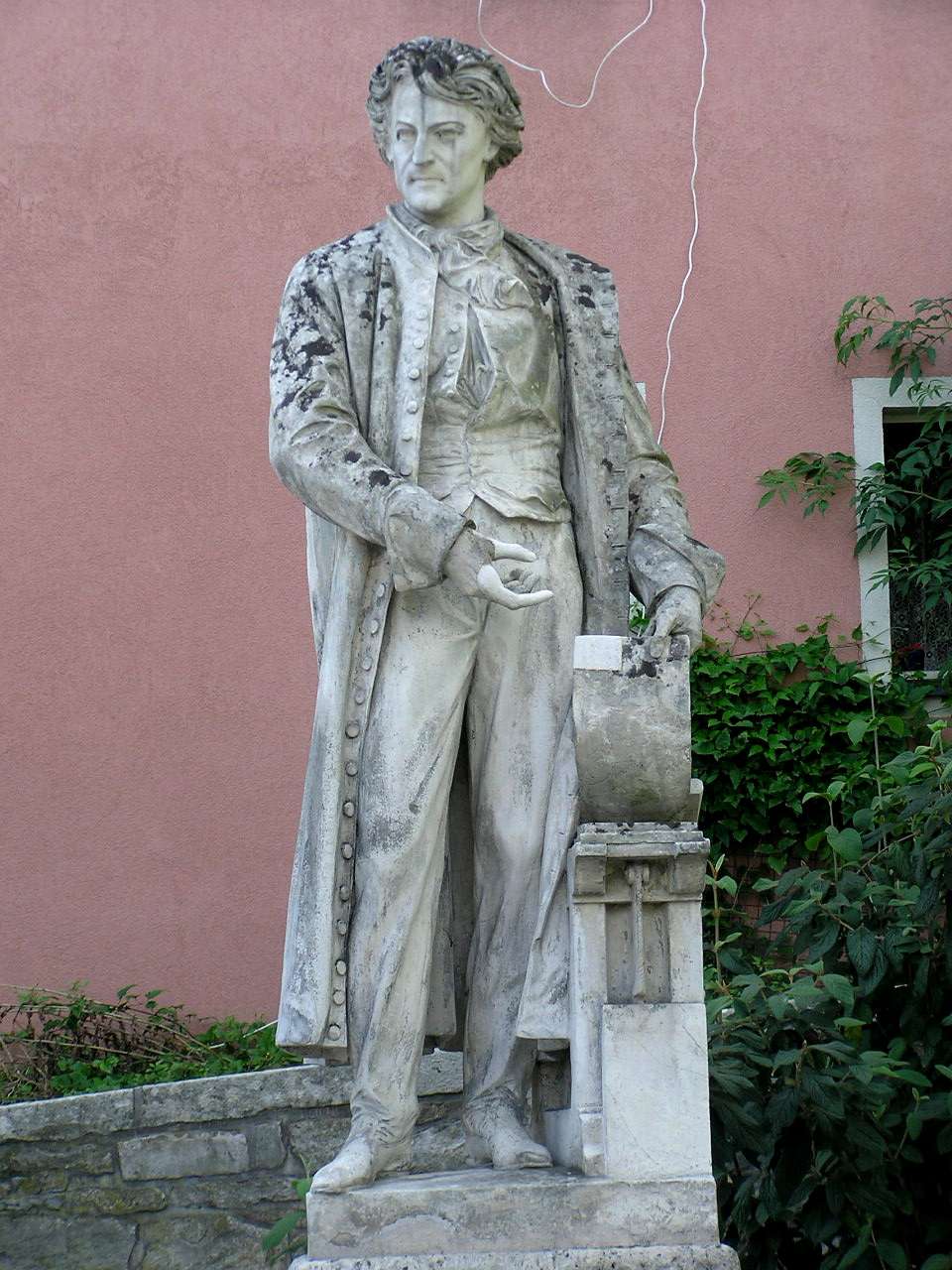
Monument to Alois Senefelder in Solnhofen

## Descoberta, desenvolvimento de litografia
Problemas com a impressão de sua peça Mathilde von Altenstein fizeram com que ele se endividasse e, incapaz de publicar uma nova peça que havia escrito, Senefelder experimentou uma nova técnica de gravura usando uma tinta gordurosa e resistente a ácidos como resistência em uma superfície lisa. pedra de grão fino de calcário Solnhofen. Ele então descobriu que isso poderia ser estendido para permitir a impressão apenas da superfície plana da pedra, o primeiro processo planográfico na impressão.
Ele se juntou à família de editores musicais André e gradualmente trouxe sua técnica para uma forma viável, aperfeiçoando tanto os processos químicos quanto a forma especial de impressão necessária para usar as pedras. Ele o chamou de "impressão em pedra" ou "impressão química", mas o nome francês "litografia" tornou-se mais amplamente adotado. E com o compositor Franz Gleißner ele começou uma editora em 1796 usando litografia.
O valor do novo processo de reprodução barato e exato foi reconhecido cedo pelos escritórios de agrimensura em toda a Europa. Senefelder foi nomeado em 1809 para ser o inspetor de uma nova instituição criada para esse fim na Baviera chamada "Instituto Litográfico" (Lithographische Anstalt) em Munique. Instituições semelhantes foram posteriormente criadas sob sua supervisão em Berlim, Paris, Londres e Viena.
Ele garantiu os direitos de patente em toda a Europa e divulgou suas descobertas em 1818 no Vollstandiges Lehrbuch der Steindruckerei, que foi traduzido em 1819 para o francês e o inglês. Um Curso Completo de Litografia combinou a história de sua própria invenção de Senefelder com um guia prático para litografia, e permaneceu em impressão até 1977 (Da Capo Press).
Senefelder também foi capaz de explorar o potencial da litografia como meio de arte. Ao contrário das técnicas anteriores de gravura, como a gravura, que exigiam habilidades avançadas de artesanato, a litografia facilitou maior precisão e variedade de texturas, porque o artista agora podia desenhar diretamente na placa com canetas familiares. Já em 1803 André publicou em Londres um portfólio de litografias de artistas, intitulado Specimen of Polyautography.
Em 1837, a litografia foi desenvolvida para permitir a impressão em cores a partir de várias chapas, e a cromolitografia era a técnica mais importante na impressão em cores até a introdução da cor de processo.